# As ever
『as ever』（アズ・エヴァー）は、SURFACEの12枚目のシングル。2001年11月21日にキティMMEより発売された。

## 解説
- 初のベストアルバム『SURFACE』からの先行シングル。

- TBS系｢MUSIC B.B.｣エンディングテーマ。

## 収録曲
1. as ever
作詞・作曲・編曲：SURFACE
2. 9
作詞・作曲・編曲：SURFACE
3. as ever -instrumental-